# Listvjanka
Listvjanka (Russisch: Листвя́нка), is een plaats in Rusland in de Oblast Irkoetsk, op 70 km van Irkoetsk, nabij de plaats waar de rivier Angara het Baikalmeer verlaat. Listvjanka telt een bevolking van 1834 inwoners. Listvjanka is vanaf Irkoetsk bereikbaar per bus of veerboot. De FSB heeft er een domein met geheime activiteit.
De plaats is vernoemd naar de vele lariksen (Russisch: listvennitsa) in de omgeving.

## Geboren
- Aleksej Leonov (1934-2019), kosmonaut

## Galerij

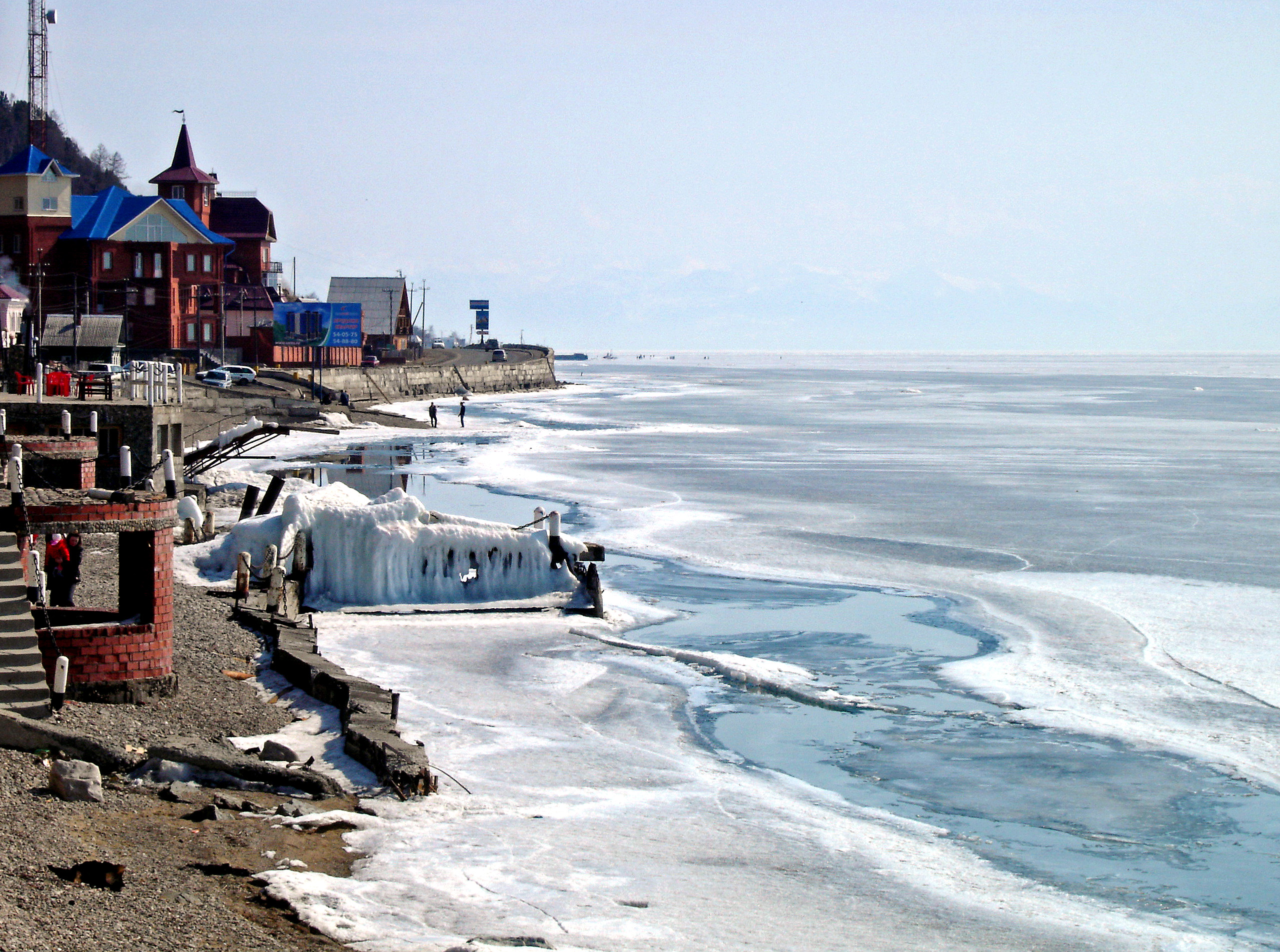
De kust van Listvjanka begin april
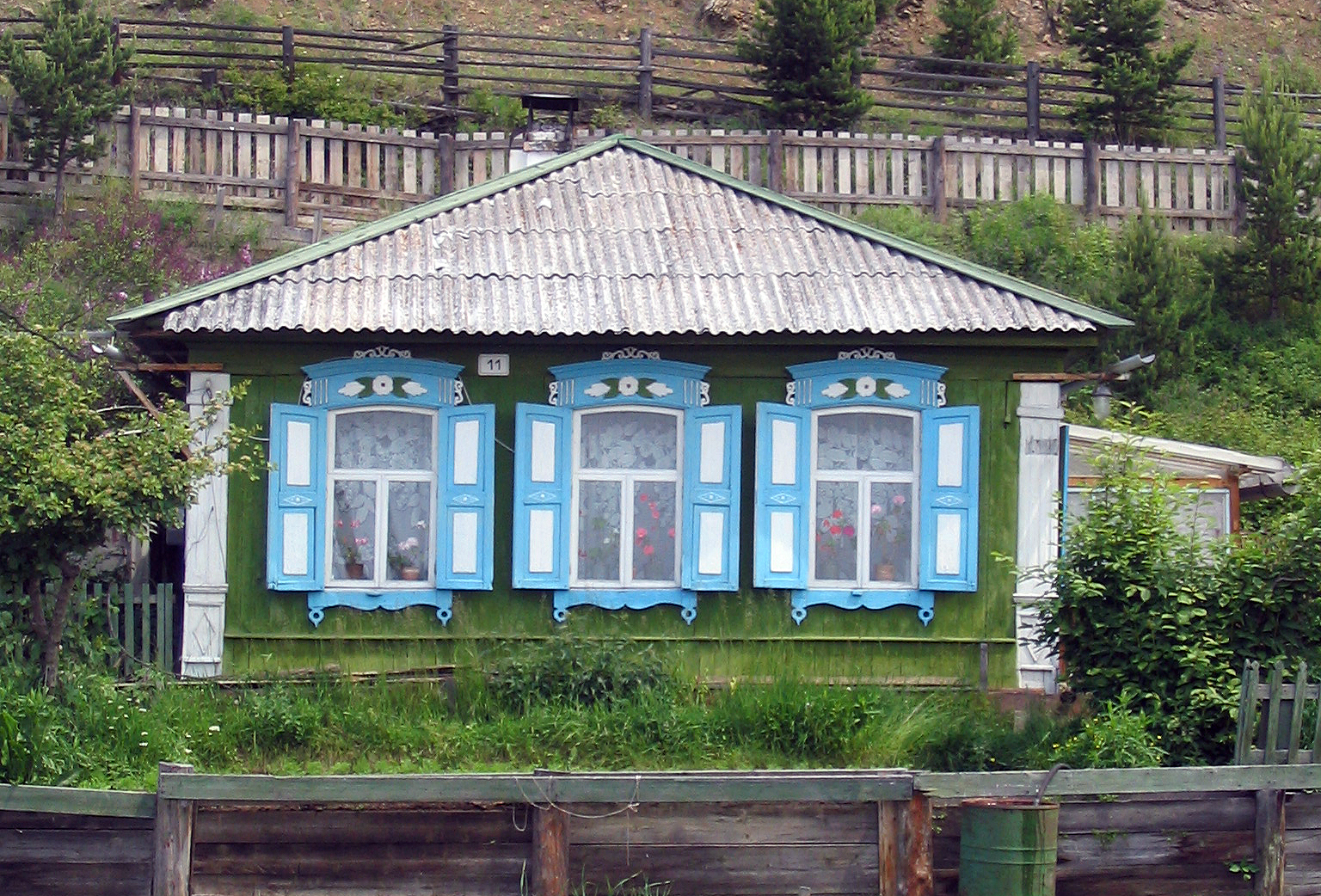
Houten huis in Listvjanka
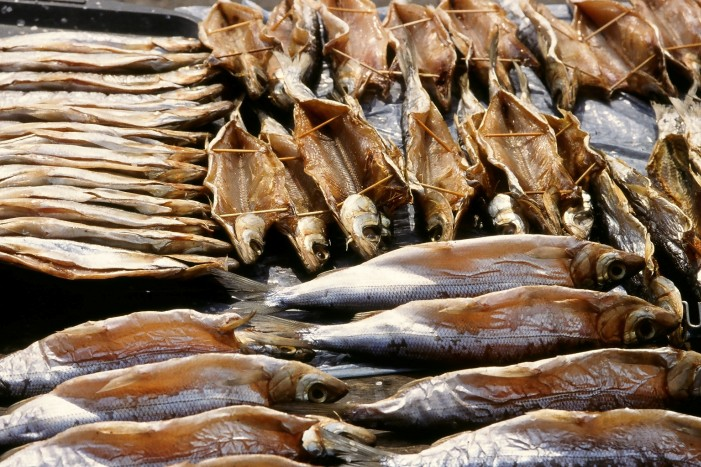
Omoel-vis op de markt van Listvjanka
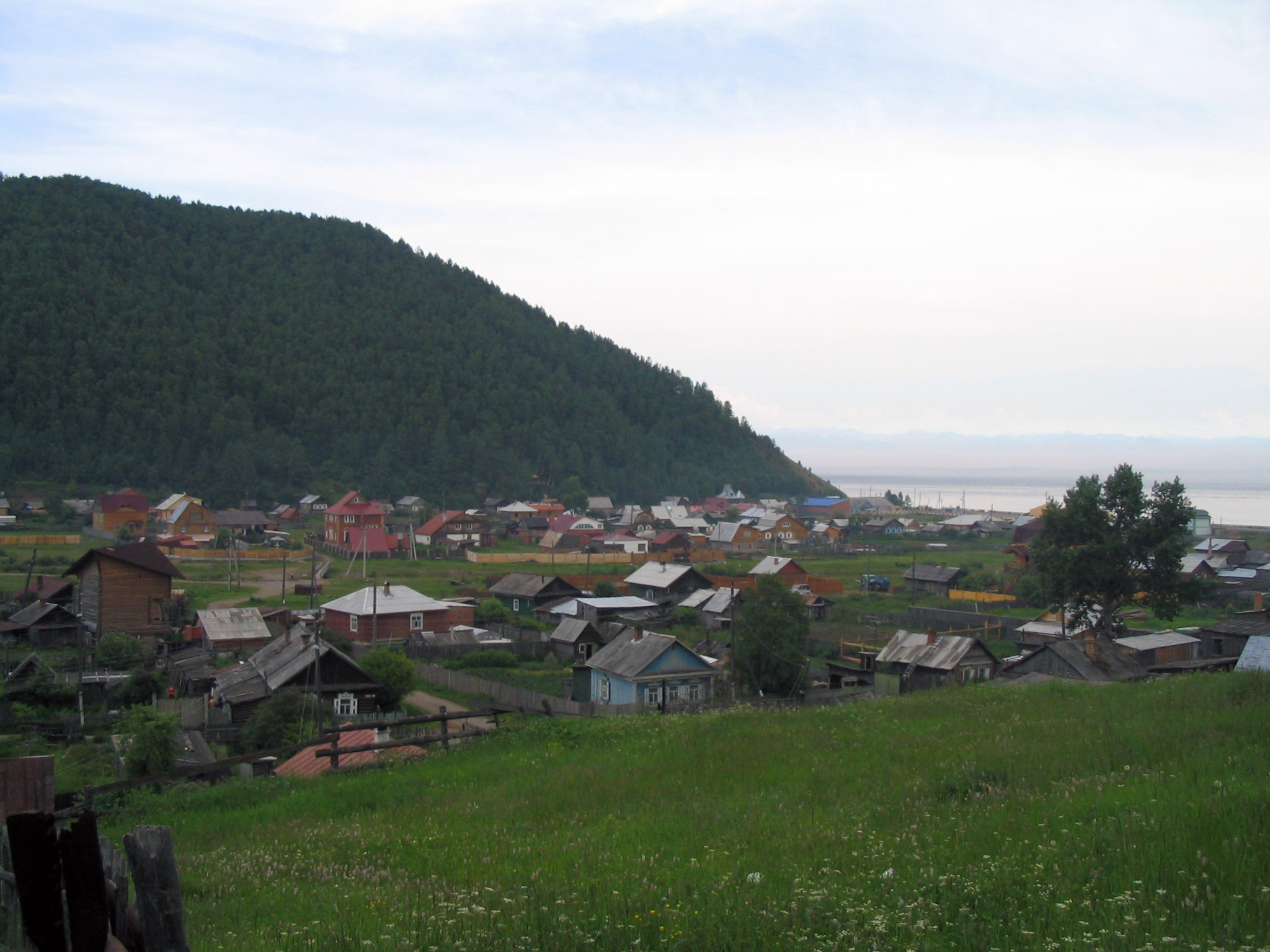
Krestovkavallei nabij Listvjanka